# San Francisco Fútbol Club
El San Francisco Fútbol Club és un club de futbol panameny de la ciutat de La Chorrera.
El club neix el setembre de 1971 per participar en la lliga del Districte de La Chorrera. El nom escollit, San Francisco, sorgí del fet que Sant Francesc de Paula és el patró del Districte de La Chorrera. Abans de l'actual nom el club s'anomenà Club Deportivo La Previsora.

## Palmarès
- Lliga panamenya de futbol: 5
  - 1994-95, 1995-96, 2006, 2007 C, 2008 A